# Гаспар Улијел
Гаспар Тома Улијел (фр. Gaspard Thomas Ulliel; Булоњ Бијанкур, 25. новембар 1984 — Ла Тронш, 19. јануар 2022) био је француски глумац и манекен. Остварио је низ запажених улога у филмовима „Веридба је дуго трајала“ (2004), „Уздизање Ханибала“ (2007) као Ханибал Лектор, „Брана на Пацифику“ (2008), „Ултиматум“ (2009) и „Сен Лоран“ (2014). Освојио је награду Сезар за најбољег глумца у главној улози тумачећи лик оболелог младића у филму То је само крај света. Преминуо је 19. јануара 2022. године након несреће на скијању.

## Филмографија
| Улоге Гаспара Улиjела |                         |               |                |           |
| Година                | Српски назив            | Изворни назив | Улога          | Напомена  |
| 2001.                 | Пакт са вуковима        |               | Луј            |           |
| 2003.                 |                         |               | Иван           |           |
| 2004.                 | Веридба је дуго трајала |               | Манек          |           |
| 2007.                 |                         |               | Камео          |           |
| 2007.                 | Уздизање Ханибала       |               | Ханибал Лектор |           |
| 2009.                 |                         |               | Антон Малакјан |           |
| 2009.                 |                         |               | Ксас           |           |
| 2009.                 | Ултиматум               |               | Натанаел       |           |
| 2010.                 |                         |               | Анри од Гиза   |           |
| 2014.                 | Сен Лоран               |               | Ив Сен Лоран   |           |
| 2016.                 | То је само крај света   |               | Луј            |           |
| 2018.                 | Ева                     |               | Бертран        |           |
| 2022.                 | Месечев Витез           |               | Антон Могарт   | ТВ серија |